# Ivan Sneguiriov
Ivan Mikhaïlovitch Sneguiriov (Ива́н Миха́йлович Снегирёв), né le 23 avril/4 mai 1793 à Moscou et mort le 9/21 décembre 1868 à Saint-Pétersbourg, est un historien, ethnographe, folkloriste, parémiologue, archéologue et historien d'art russe, membre du cercle de Nikolaï Roumiantsev, partisan de la théorie de la nationalité officielle (basée sur l'orthodoxie, l'autocratie et la nationalité), membre-correspondant de l'Académie impériale des beaux-arts.

## Biographie
Il naît le 23 avril 1793 à Moscou dans la famille de l'écrivain Mikhaïl Sneguiriov (1760-1820). Il reçoit d'abord une instruction à domicile et en 1802 entre au gymnasium de l'université de Moscou. Il étudie à l'université impériale de Moscou à partir de 1807. Il est diplômé de la faculté de sciences morales et politiques en 1809 et de lettres en 1810, recevant une médaille d'argent et le rang de candidat au doctorat en lettres. Il est nommé au début au poste d'archiviste de l'université, et lors de l'évacuation de Moscou avant le grand incendie de Moscou (1812), il peut sauver des documents des premières années de la fondation de l'université.
Il reçoit le grade de magister de lettres après avoir défendu sa thèse intitulée en latin De profectibus Romanorum in disciplines severioribus (1815). Il enseigne le latin à partir de 1816 à la chaire de lettres et antiquités romaines à l'université impériale de Moscou, en tant qu'« adiunct », puis de professeur extraordinaire (décembre 1826). En 1836, Sneguiriov est nommé professeur ordinaire. En 1817-1827, il enseigne aussi les lettres russes au gymnasium de la Maison d'éducation de Moscou.
Il travaille aussu au comité de censure de Moscou pour la publication de littérature russe (1828-1855); la publication d'œuvres, telles que Les Âmes mortes ou Eugène Onéguine est effective à cette époque. Il est membre de la Société des amateurs de littérature russe et en 1821 il en devient le bibliothécaire. Il dirige la restauration de documents anciens du Kremlin. Il est fait membre-correspondant de l'Académie impériale des beaux-arts en 1854.
Il porte une grande attention sur l'histoire de l'orthodoxie en Russie. Il trouve deux rouleaux en cuivre de l'église Saint-Josaphat d'Izmaïlovo. Il était proche du métropolite de Moscou et de Kolomna, Philarète. Il collabora pour plusieurs revues dont Le Moscovite ou Le Messager russe.
Il meurt d'une crise cardiaque à l'hôpital Marie de Saint-Pétersbourg en 1868. Il est enterré au cimetière Saint-Lazare du monastère Saint-Alexandre-Nevski de Saint-Pétersbourg.n

## Travaux scientifiques
C'est l'un des premiers à étudier les proverbes russes, les dictons, les événéments et les fêtes populaires et les rites russes. En 1831-1834, il publie Les Russes dans leurs proverbes... («Русские в своих пословицах. Рассуждения и исследования об отечественных пословицах и поговорках») (livres 1-4).
En 1836, il cesse d'enseigner et se consacre à ses recherches ethnographiques et archéologiques. En 1837-1839, il fait paraître Fêtes folkloriques russes et rites superstitieux («Русские простонародные праздники и суеверные обряды»), ouvrage pour lequel il reçoit le prix Demidov de l'Académie des sciences. En 1844, il publie Sur les estampes populaires du peuple russe («О лубочных картинках русского народа»). Par la suite, ses ouvrages sur la Moscou ancienne se suivent: Monuments de la Moscovie ancienne («Памятники московской древности», Moscou 1842-1845), en collaboration avec Alexeï Martynov, Les Monuments de l'art ancien russe («Памятники древнего художества в России», Moscou, 1850).
Il introduit dans l'histoire de l'art le terme de « parsouna » (portrait ancien russe).
Il traduit avec Sergueï Nemirov en 1809-1810 du prince de Ligne Lettres, pensées et œuvres choisies.
Sneguiriov est le premier biographe du métropolite Platon II de Moscou.

### Publications
- Опыт разсуждения о русских пословицах. [Текст] : Читано в Обществе любителей российской словесности. — М.: В Университетской типографии, 1823. — [4], 49, [1] с. : 8°; 23 см.
- "Начертание Жития Московскаго Митрополита Платона" 1831. 148с. Москва типография Августа Семена
- «Русские в своих пословицах: Рассуждения и исследования об отечественных пословицах и поговорках» (1831). Tomes I-II sur le site Google Books.
- Русские простонародные праздники и суеверные обряды, М., В унив. тип.
  - Выпуск I, 1837, IV, 246
  - Выпуск II, 1838
  - Выпуск III, 1838
  - Выпуск IV, 1839
- Воспоминания о подмосковном селе Измайлове, старинной вотчине Романовых / [Соч.] Ивана Снегирёва. — М: Тип. С. Селивановского, 1837. — 36 с.; 20.
- Памятники московской древности, с присовокуплением очерка монументальной истории Москвы и древних видов и планов древней столицы. — М: Август Семен, 1841.
- Троицкая-Сергиева лавра. — 2-е изд. — М., 1842. — 149 с.
- Новоспасский монастырь : с видами сего монастыря в царствование Петра I и в настоящем его положении, с изображениями строителей его в[ел.] к[н.] Иоанна III, царей Михаила и Алексия / Соч. И. Сн. — М: Изд. архим. Аполлоса, 1843. — 142, [3] с., [4] л. ил., портр.; 19 см.
- О лубочных картинках русского народа / Соч. И. Снегирёва. — М: тип. Августа Семена, при Мед.-хирург. акад., 1844. — 33 с.; 24.
- Очерки жизни московского архиепископа Августина : С прил. и портр. / (И. Снегирёв). — (С изд. 1841 г. с доп. и поправками). — М: Полиц. тип., 1848. — VI, 130, 104 с.,
- Русские народные пословицы и притчи, изданные И. Снегирёвым : С предисл. и доп. — М: Унив. тип., 1848. — [2], XLVI, 505 с.; 22.
- Снигирёв И. М. Собор в селе Микулино Городище. — М: в Тип. В. Готье, 1851.
- Памятники древняго художества в России : собрание рисунков с церковных и домашних утварей, св. крестов, предметов иконописи, иконостасов; детальныя изображения отдельных частей зданий; украшения, образцы мебели и других принадлежностей стариннаго русскаго быта / текст соч. И. М. Снегирёва. — М: издание А. А. Мартынова, 1850-1854. — 42 см.
- [Тетрадь 2]: Тетрадь 2. — 1851. — pp. 19-30, [6] л. ил.
- Освящение церкви в Преображенском богаделенном доме, 19-го декабря 1854 года / (И. Снегирёв). — М: Тип. Вед. Моск. гор. полиции, 1855. — 16, 10 с.
- Лубочныя картинки русскаго народа в московском мире / соч. Ив. Снегирёва. — М: Унив. тип., 1861. — [4], 136, [1] с.; 26 см.
- Богоявленский монастырь в Москве на Никольской улице / Соч. И. Снегирёва. — М: Тип. Бахметева, 1864. — 61 с., 2 л. ил.; 24.
- Снегирев Иван Михайлович, Воспоминания[11], 1866.
- Снигирёв И. М. «Москва. Подробное историческое и археологическое описание города» т. 1. — М:, 1865. т. 2. — М, 1873.
- Старина русской земли : Ист.-археол. исслед., биографии, учёно-лит. переписка, заметки и дневник воспоминаний Ивана Михайловича Снегирёва. Т. 1. — СПб: А. Д. Ивановский, 1871. — 19.

Т. 1. Кн. 1. — 1871. — XVI, 294, 32 с.
- Снигирёв И. М. Воспоминания И. М. Снегирёва // Русский архив, 1866. — Вып. 4. — Стб. 513—562., Вып. 5. — Стб. 735—760.
- Письма И. М. Снегирёва к В. Г. Анастасевичу (1828—1831) : Из собр. А. Н. Неустроева. — СПб: Типо-лит. И. Рапопорта, 1892. — [2], 40 с.; 26.
- Снигирёв И. М. Русские народные пословицы и притчи / Отв. ред. О. А. Платонов. — М: Институт русской цивилизации, 2014. — 528 с. —  (ISBN 978-5-4261-0132-6).

## Source de la traduction
- (ru) Cet article est partiellement ou en totalité issu de l’article de Wikipédia en russe intitulé « Снегирёв, Иван Михайлович » (voir la liste des auteurs).